# Wanda Lanzer
Wanda Lanzer (* 25. Mai 1896 in Wien, Österreich-Ungarn als Wanda Janina Landau; † 17. November 1980 ebenda) war eine österreichische Archivarin, Bibliothekarin und Erwachsenenbildnerin.

## Leben
Lanzer wuchs in einem politisierten Umfeld auf, die Wohnung ihrer Eltern war ein wichtiger Treffpunkt polnischer Emigranten in Wien. Sie besuchte die Volksschule und kurzfristig ein Mädchenlyzeum in Wien, bis sie mit ihrem Vater und ihren Brüdern 1911 nach Lemberg zog. In dieser Stadt legte sie auch ihre Matura ab. Danach unterrichtete sie Deutsch in einem Mädchen-Gymnasium und studierte an der Universität Krakau.
Nach ihrer Rückkehr nach Wien im Jahr 1922 promovierte sie 1924 bei Carl Grünberg an der Universität Wien über „Marxistische Krisentheorien“.
Lanzer trat als Vertreterin der Wiener Arbeiterkammer in das Berufsberatungsamt der Stadt Wien ein und wurde danach Gemeindebeamtin. Ab 1927 war sie für die Sozialwissenschaftliche Studienbibliothek der Arbeiterkammer tätig, aus dieser Tätigkeit wurde sie 1934 aus politischen Gründen entlassen. 

### Schulgründung
Bei einer von ihr gehaltenen Vortragsreihe anlässlich der Genfer Protokolle fielen Lanzer die erheblichen Bildungslücken ihrer jugendlichen Zuhörer aus der Arbeiterschaft auf. Sie gründete Vorbereitungskurse für Lehrlinge zur Erlangung der Matura. Im Jahr 1925 wurde der „Mittelschulkurs sozialistischer Arbeiter“ gegründet, dessen Obfrau sie bis 1934 war. Nach der „Entpolitisierung“ 1934 und der Schließung 1938 wurde das heutige Abendgymnasium Wien nach dem Zweiten Weltkrieg wiedergegründet und 1965 durch den Bund übernommen.

### Verfolgung, Flucht nach Schweden und späte Rückkehr

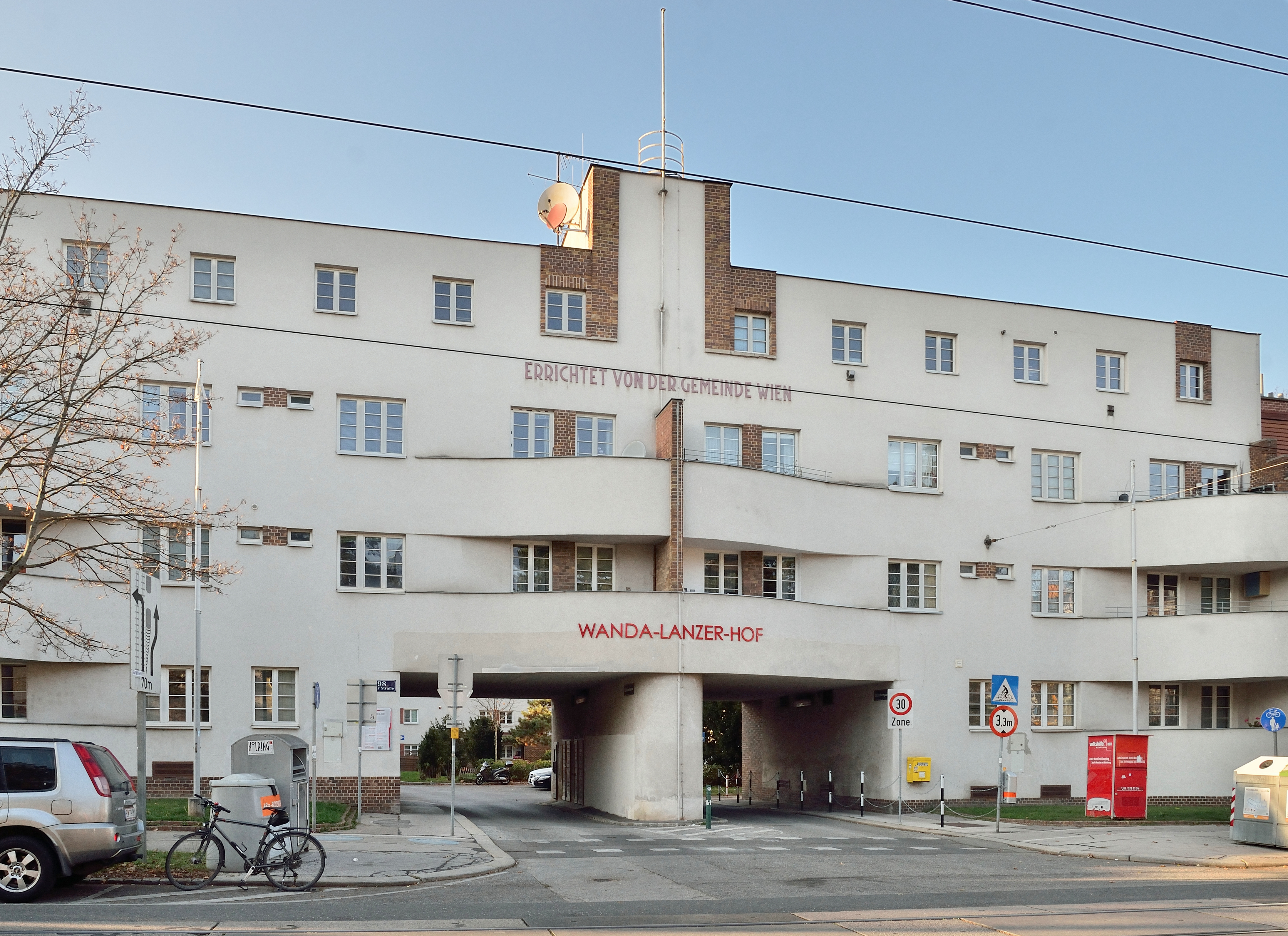
Der Wanda-Lanzer-Hof in Wien Hietzing

Nach dem „Anschluss“ wurde Lanzers Wohnung durchsucht, ihr Ehemann verschwand unter ungeklärten Umständen und wurde nach dem Krieg für tot erklärt. Lanzer konnte mit ihren Töchtern durch die Hilfe schwedischer Sozialdemokraten (unter anderem Rickard Sandler) im Frühjahr 1939 nach Schweden flüchten, wo sie in engem Kontakt mit anderen österreichischen Emigranten stand.
In Schweden arbeitete sie unter anderem für das Rathaus in Stockholm, nach 1945 als Betreuerin und Dolmetscherin geretteter KZ-Häftlinge. 1949 wurde sie Mitarbeiterin im Stockholmer Archiv der Arbeiterbewegung (Arbetarrörelsens arkiv), wo sie bis zu ihrer Pensionierung 1964 blieb. In dieser Zeit bearbeitete sie unter anderem den Nachlass von Hjalmar Branting.
Erst 1964 kehrte Lanzer nach Wien zurück, auch auf Vermittlung eines ehemaligen Schülers der Mittelschulkurse war sie beim Sozialarchiv der Wiener Arbeiterkammer unter anderem mit der Aufarbeitung der Nachlässe von Victor Adler betraut. Sie war auch Mitherausgeberin der Gesamtausgabe der Werke von Otto Bauer (dem zweiten Ehemann ihrer Mutter).
Lanzers Urne wurde nach ihrem Tod nach Stockholm überstellt und im Skogskyrkogården bestattet.
Nach ihr sind die Wanda-Lanzer-Schule in Floridsdorf, der Wanda-Lanzer-Park auf der Wieden sowie der Wanda-Lanzer-Hof in Hietzing benannt.

## Familie
Lanzer war die erste Tochter des Rechtsanwaltes Max Landau (eigentlich Moses Nachmann Landau, 1870–1927) und seiner Frau Helene, geb. Gumplowicz. Nach der Scheidung im Jahr 1918 heiratete ihre Mutter den Politiker Otto Bauer.
Sie hatte zwei Brüder, der polnische Historiker und Ökonom Zbigniew Władysław Landau (1931–2018) war ihr Neffe.
1925 heiratete sie den Juristen Felix Lanzer, den sie bei einem Diskussionskreis um Max Adler kennengelernt hatte. Gemeinsam hatten sie zwei Töchter.